# Tornberget (kulle i Finland)
Tornberget är en kulle i Finland. Den ligger i Ingå och landskapet Nyland, i den södra delen av landet, 50 km väster om huvudstaden Helsingfors. Toppen på Tornberget är 41 meter över havet.
Terrängen runt Tornberget är platt. Havet är nära Tornberget åt sydost.